# 메러디스 스콧 린

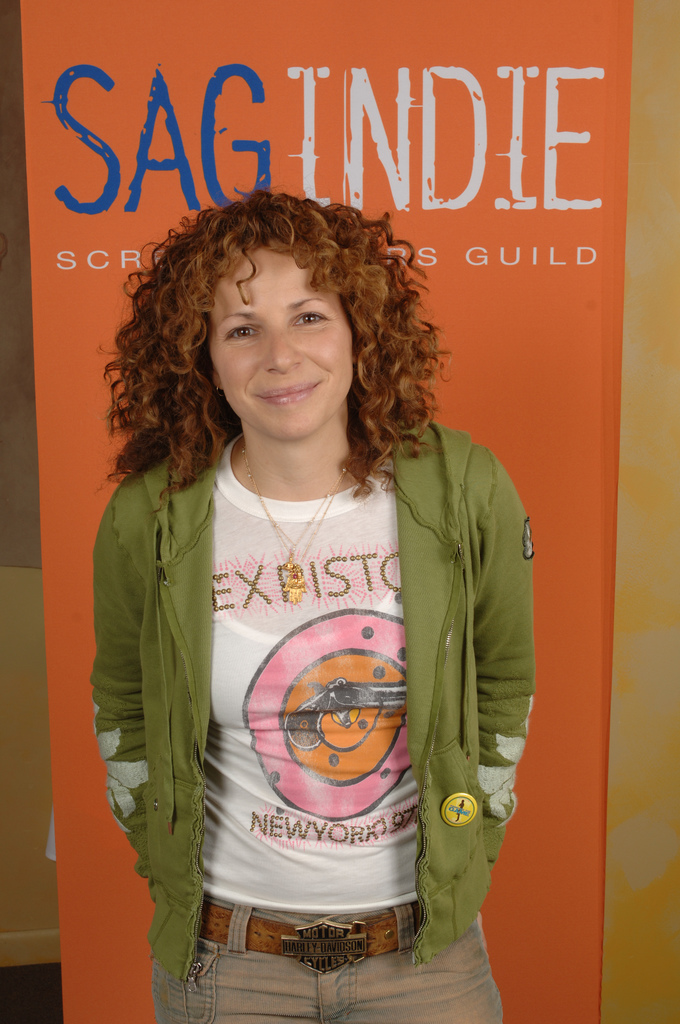

메러디스 스콧 린(Meredith Scott Lynn, 1970년 3월 8일 ~ )는 미국의 각본가, 영화 프로듀서, 텔레비전 배우, 영화배우, 영화 감독, 배우이다.
브루클린에서 태어났다.

## 영화
- 선셋 스토리스 (2012년)
- 뱀프스 (2012년) - 리타 역
- 쿵푸 팬더: 다섯 용사의 비밀 (2008년)
- 이웃 (2007년)
- 피니싱 더 게임 (2007년)
- 웬 두 위 잇 (2005년)
- 호미사이드 (2003년)
- 금발이 너무해 (2001년)
- 아메리칸 촌놈 (2000년)
- CSI 라스베가스 시즌1 (2000년)
- 저징 에이미 (1999년)
- 로스웰 시즌1 (1999년)
- 포스 오브 네이처 (1999년)
- 쇼킹 패밀리 (1999년)
- 록스베리 나이트 (1998년)
- 라이온 킹 2 (1998년)